# Sakura no ki ni narō
Sakura no ki ni narō (桜の木になろう? lett. "Diventiamo ciliegi") è un brano musicale del gruppo di idol giapponesi AKB48, pubblicato come loro ventesimo singolo il 20 febbraio 2011. Il brano è stato scritto e prodotto da Yasushi Akimoto. Il brano ha raggiunto la vetta della classifica Oricon dei singoli più venduti in Giappone, vendendo 1 022 482 copie.

## Tracce
CD "Tipo A"
1. Sakura no ki ni narō (桜の木になろう) - 5:29
2. Gūzen no Jūjiro (偶然の十字路) (Undergirls) - 3:44
3. Kiss Made 100 Mile (キスまで100マイル) (MINT) - 4:10
4. Sakura no ki ni narō off vocal ver. - 5:29
5. Gūzen no Jūjiro off vocal ver. - 3:44
6. Kiss Made 100 Mile off vocal ver. - 4:10

CD "Tipo B"
1. Sakura no ki ni narō (桜の木になろう) - 5:29
2. Gūzen no Jūjiro (偶然の十字路) (Undergirls) - 3:44
3. Area K (エリアK) (DIVA) - 4:01
4. Sakura no ki ni narō off vocal ver. - 5:29
5. Gūzen no Jūjiro off vocal ver. - 3:44
6. Area K off vocal ver. - 4:01

CD "Tipo Theater"
1. Sakura no ki ni narō (桜の木になろう) - 5:29
2. Gūzen no Jūjiro (偶然の十字路) (Undergirls) - 3:44
3. Ōgon Center (黄金センター) (team Kenkyuusei) - 3:51
4. Sakura no ki ni narō off vocal ver. - 5:29
5. Gūzen no Jūjiro off vocal ver. - 3:44
6. Ōgon Center off vocal ver.  3:51

## Classifiche
| Classifica (2010) | Posizione più alta |
| ----------------- | ------------------ |
| Giappone          | 1                  |